# Parsaoran Sibisa
Parsaoran Sibisa is een bestuurslaag in het regentschap Toba Samosir van de provincie Noord-Sumatra, Indonesië. Parsaoran Sibisa telt 654 inwoners (volkstelling 2010).